# Aníbal Zurdo
Aníbal Zurdo Rodríguez (Villahermosa, Tabasco, México; 3 de diciembre de 1982), más conocido como Aníbal, es un exfutbolista español nacido en México.

## Trayectoria
Nacido en México, es hijo de españoles y reside en España desde niño, por lo que tiene la doble nacionalidad. Formado en las categorías inferiores del Atlético de Madrid, en el año 2002 firma por el CD Guadalajara, club que por entonces militaba en Tercera División. Tras su paso por el cuadro alcarreño jugaría en el filial del Valencia CF, así como en distintos equipos de Segunda División B  y de Tercera División: CD Móstoles, Benidorm CF, UD Lanzarote y CD Leganés.
En el verano 2010 regresa al CD Guadalajara. Realiza una gran temporada, contribuyendo al ascenso del equipo a la Liga Adelante.  Días después de este ascenso, Aníbal renovaba su contrato con el equipo alcarreño.[cita requerida] En los últimos meses han aparecido diversas informaciones en torno a un posible interés de la Federación Mexicana de Fútbol para que Aníbal juegue en la selección azteca. El propio Aníbal se ha mostrado dispuesto a ello.  El 3 de septiembre Aníbal pasaba a la historia del CD Guadalajara como el primer jugador en conseguir un gol en Segunda División. Tras una temporada donde se logra el objetivo de la permanencia y no renovar por el club alcarreño firma un contrato de dos temporadas con el CE Sabadell. En la temporada 2013-14 con el CE Sabadell hace una muy buena temporada, siendo el cuarto máximo goleador de la Liga, con 28 goles. Después de eso, se fue cedido al Cruz Azul (México), y volvió al Sabadell, solamente estuvo media temporada, pero sus goles que hizo no le alcanzaron al Sabadell para mantener la categoría, actualmente ha sido cedido al Tiburones Rojos de Veracruz. Al finalizar la cesión regresa a España de la mano de Club Gimnàstic de Tarragona. La temporada siguiente decide irse al Football Club of Pune City donde solo estaría hasta el mercado de inverno regresando después a España y fichando por el Club Atlético de Pinto. El 1 de julio de 2018 anuncia su retirada.

### Clubes
| Club                        | País          | Año           | Partidos | Goles | Media |
| --------------------------- | ------------- | ------------- | -------- | ----- | ----- |
| Atlético de Madrid          | España        | 2001 - 2002   |          |       |       |
| CD Guadalajara              | España        | 2002 - 2003   |          |       |       |
| CD Móstoles                 | España        | 2003 - 2004   | 21       | 5     | 0.24  |
| Valencia B                  | España        | 2004 - 2006   | 15       | 7     | 0.47  |
| Benidorm CF                 | España        | 2006 - 2007   | 19       | 3     | 0.16  |
| UD Lanzarote                | España        | 2007 - 2008   | 32       | 9     | 0.28  |
| CD Leganés                  | España        | 2008 - 2010   | 67       | 20    | 0.3   |
| CD Guadalajara              | España        | 2010 - 2012   | 83       | 20    | 0.24  |
| CE Sabadell                 | España        | 2012 - 2014   | 74       | 28    | 0.38  |
| Cruz Azul                   | México        | 2014          | 2        | 2     | 0     |
| CE Sabadell                 | España        | 2015          | 20       | 6     | 0.3   |
| Tiburones Rojos de Veracruz | México        | 2015          | 14       | 2     | 0.14  |
| Gimnàstic de Tarragona      | España        | 2016          | 10       | 1     | 0.1   |
| FC Pune City                | India         | 2016          | 12       | 5     | 0.42  |
| Club Atlético Pinto         | España        | 2017 - 2018   | 11       | 2     | 0.18  |
| Total carrera               | Total carrera | Total carrera | 382      | 106   | 0.29  |